# Георги Минчев (композитор)
Вижте пояснителната страница за други личности с името Георги Минчев.
Георги Любенов Минчев е български композитор и музикален общественик. Творчеството му е представително за съвременната българска музика и я утвърждава в на международната сцена.

## Биография
Роден е в семейството на тогавашния първи тенор на Софийската опера Любен Минчев. Завършил е Българската държавна консерватория в класа по композиция на проф. Марин Големинов и пиано в класа на Люба Обретенова и Богомил Стършенов. През годините 1968-1970 специализира в Москва при Родион Шчедрин и известно време — паралелно при Арам Хачатурян. През 1972 г. като стипендиант на ЮНЕСКО по музика учи в САЩ, Англия и Франция. В Париж за кратък период от време работи с Оливие Месиен.
През 1971 г. постъпва на работа в Българското национално радио, през 1973 г. става главен музикален редактор и директор на дирекция „Музика“ през 1992 г.
Бил е член на журита в много международни конкурси:
- Лондон – „Нека пеят народите“,
- Терни (Италия) – Международен конкурс по композиция,
- Флоренция – „Premio Vittorio Gui“,
- Анкона (Италия) – „Premio Ancona“,
- Берлин – Международен конкурс по композиция,
- Атина – „Olimpia“ – Международен конкурс по композиция,
- Москва – Международен конкурс „С. Прокофиев“.

## Творчество
Негови творби са изпълнявани в България, Франция, Германия, Италия, Швейцария, Русия, Полша, Чехия, Словакия, Куба, Колумбия, Австралия, Гърция, Белгия, Австрия, Сан Марино, САЩ, Холандия, Испания, Япония, Великобритания.

## Признание и награди
Георги Минчев е награждаван с най-високи национални и множество международни награди. Неговият Концерт за пиано и оркестър е селекционирана творба от Международната асоциация на музикалните експерти в САЩ през 1979 г. и е класирана на първо място между препоръчаните творби на Международната трибуна на композитора в Париж през 1981 г. През 1989 е удостоен с Европейската награда „Лоренцо Великолепни“ на Международната Академия „Медичи“ във Флоренция и му е присъдено званието „Почетен сенатор на Академията“. През 2008 г. получава Голямата награда „Сирак Скитник“ на Българското национално радио.
Избран за академик на БАН на 9 май 2015 г.

## Филмография (композитор)
- Живей опасно (1989)